# Igor Borissowitsch Nikitin
Igor Borissowitsch Nikitin (russisch И́горь Бори́сович Ники́тин; * 25. April 1966 in Ufa, Russische SFSR; † 17. September 2013 in Toljatti) war ein russischer Eishockeyspieler und -trainer. 1994 wurde er mit dem  HK Lada Toljatti GUS-Meister.

## Karriere
Igor Nikitin begann seine Karriere an der Sportschule von Salawat Julajew Ufa, für dessen Herrenmannschaft er 1984 in der Wysschaja Liga, der höchsten sowjetischen Spielklasse, debütierte. Im selben Jahr wurde er Europameister der U18-Junioren.
1985 gewann er die Bronzemedaille bei der U20-Junioren-Weltmeisterschaft, beim gleichen Turnier im folgenden Jahr die Goldmedaille. In der Saison 1986/87 Jahren spielte er kurzzeitig für den ZSKA Moskau, aber kam nur zu neun Einsätzen, ehe er nach Ufa zurückkehrte. Zwischen 1988 und 1990 war er bei Chimik Woskressensk aktiv und erreichte mit Chimik in der Saison 1988/89 die Vizemeisterschaft.
1990 schloss er ein Studium an der Staatlichen Pädagogischen Universität in Samara ab. Parallel spielte für den HK Lada Toljatti. Als Kapitän von Lada gewann er 1994 die Meisterschaft der GUS (MHL) sowie den MHL-Pokalwettbewerb. In der folgenden Spielzeit erreichte er die Vizemeisterschaft der MHL sowie den zweiten Platz im Europapokal. Anschließend verließ er den Verein und wechselte für die Saison 1995/96 zum ZSKA Moskau.
Vor der Saison 1996/97 erhielt er zunächst einen Vertrag beim AC ZPS Zlín, absolvierte jedoch nur die Vorbereitung in Tschechien und kehrte anschließend in die Wolga-region zurück. Dort spielte er bis 1999 für den ZSK WWS Samara. Weitere Stationen in unterklassigen Ligen folgten, ehe er seine Karriere 2002 beendete.
Ab Juni 2004 arbeitete er als Trainer in der Sportschule des HK Lada. Er trainierte die Junioren des Jahrgangs 1990 bis zum Jahr 2007, von 2007 bis 2008 die Jugendmannschaft des Jahrgangs 1991 sowie das Amateurteam Lada I.

## Erfolge und Auszeichnungen
- 1984 Goldmedaille bei der U18-Junioren-Europameisterschaft
- 1985 Bronzemedaille bei der U20-Junioren-Weltmeisterschaft
- 1986 Goldmedaille bei der U20-Junioren-Weltmeisterschaft
- 1989 Sowjetischer Vizemeister mit Chimik Woskressensk
- 1993 GUS-Vizemeister mit dem HK Lada Toljatti
- 1994 GUS-Meister mit dem HK Lada Toljatti
- 1994 2. Platz im Europapokal
- 1995 GUS-Vizemeister mit dem HK Lada Toljatti